# La battaglia di Austerlitz
La battaglia di Austerlitz (Austerlitz), in seguito anche titolato Napoleone ad Austerlitz, è un film del 1960 diretto da Abel Gance.
Pellicola storica che narra cinque anni della vita di Napoleone Bonaparte, dal 1801 fino alla battaglia di Austerlitz del 1805.

## Trama
Dopo la battaglia di Marengo del 1800 e il trattato di Amiens firmato con l'Inghilterra nel 1802, Napoleone Bonaparte sente di dover rafforzare il proprio potere di fronte ai sovrani europei, sostenuto in questa sua idea dal ministro Talleyrand e dai propri familiari. Nel 1804 egli si fa consacrare imperatore a Parigi da Pio VII; ma gli imperi di Austria e Russia, volendo osteggiare le ambizioni smisurate del generale còrso, entrano in guerra con la Francia. Nella grande battaglia di Austerlitz, Napoleone sconfiggerà i suoi nemici nel giorno dell'anniversario della sua incoronazione.